# بطولة العالم للدراجات على المضمار 1989
بطولة العالم للدراجات على المضمار 1989 هي الدورة ال86 من بطولة العالم للدراجات على المضمار، أجريت في ليون، فرنسا.

## النتائج النهائية
| المسابقة                              | ذهبية                         | فضية                    | برونزية                   |
| ------------------------------------- | ----------------------------- | ----------------------- | ------------------------- |
| الرجال                                |                               |                         |                           |
| السرعة الفردية                        | Claudio Golinelli (ITA)       | Yuichiro Kamiyama (JPN) | هيديوكي ماتسوي (JPN)      |
| سباق المطاردة الفردية                 | كولن ستارجس (المملكة المتحدة) | دان ودز (أستراليا)      | Régis Clere (فرنسا)       |
| سباق مطاردة الدراجة النارية للهواة    | Roland Königshofer (AUT)      | Tonino Vittigli (ITA)   | Thomas Königshofer (AUT)  |
| سباق مطاردة الدراجة النارية للمحترفين | Giovanni Renosto (ITA)        | Walter Brugna (ITA)     | Torsten Rellensmann (GER) |
| الكيرين                               | Claudio Golinelli (ITA)       | باتريك دا روشا (FRA)    | ساكو ماساتوشي (JPN)       |
| سباق النقاط                           | Urs Freuler (SUI)             | غاري ساتون (AUS)        | مارتن بنتس (CZE)          |
| السيدات                               |                               |                         |                           |
| السرعة الفردية                        | Erika Salumäe (URS)           | Galina Yenyuchina (URS) | Isabelle Gautheron (FRA)  |
| سباق المطاردة الفردية                 | جيني لونغو (FRA)              | بترا روسنر (GDR)        | باربرا غانز (SUI)         |
| سباق النقاط                           | جيني لونغو (FRA)              | باربرا غانز (SUI)       | Janie Eickhoff (USA)      |